# جليل أباد (تشاراويماق)
جليل أباد (بالفارسية: جلیل‌آباد) هي منطقة سكنية تقع في قسم قوريتشاي الشرقي الريفي في إيران. يقدر عدد سكانها بـ 42 نسمة .